# Skyddspatron
Flera av antikens gudar var skyddspatroner över en yrkes- eller befolkningsgrupp eller något annat område. 
Till exempel var Mercurius i romersk religion en gud som var skyddspatron för handel och köpmän. 
Även kristna helgon omtalas som skyddspatroner ("skyddshelgon") över sina områden. 